# Heartbeat (песня Юстса Сирмайса)
Heartbeat (с англ. — «Сердцебиение») — песня латышского певца Юстса, с которой он представлял Латвию на конкурсе Евровидение-2016, проведённом в Стокгольме, Швеция.
Песня заняла 8-е место в полуфинале конкурса и 15-е место в финале. Автор песни — певица Амината, представлявшая Латвию на «Евровидении-2015».